# Johann Adolf von Thielmann

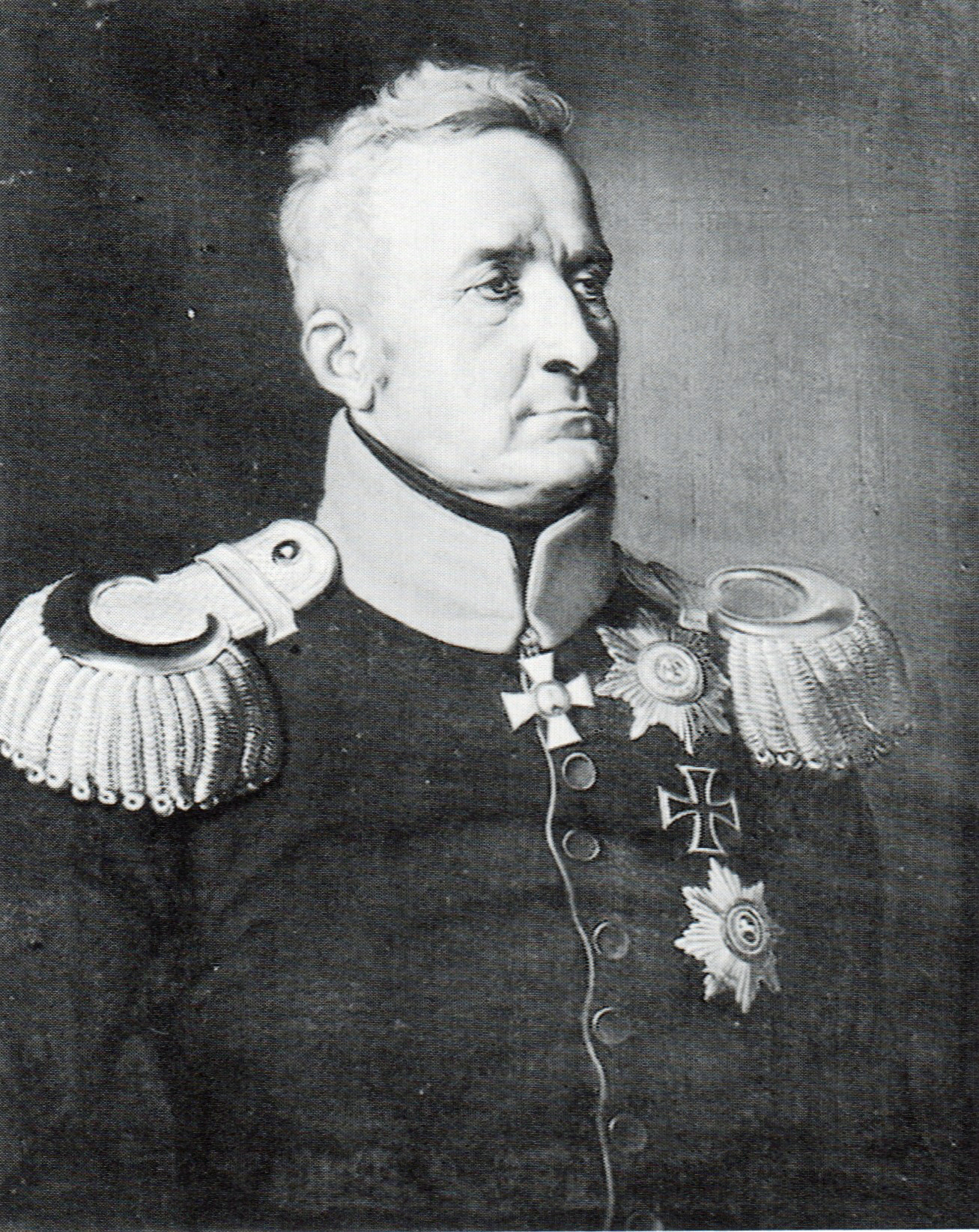
Johann Adolph Freiherr von Thielmann

Johann Adolf von Thielmann, seit 1812 Freiherr von Thielmann, auch Thielemann (* 27. April 1765 in Dresden; † 10. Oktober 1824 in Koblenz) war ein sächsischer, russischer und preußischer General.

## Leben

### Herkunft

Johann Adolph Freiherr von Thielmann

Johann Adolf war der Sohn des kursächsischen Oberrechnungsrates Johann Friedrich von Thielmann (1705–1782) und dessen Ehefrau Karoline Charlotte, geborene Seuffert († 1795).

### Militärlaufbahn

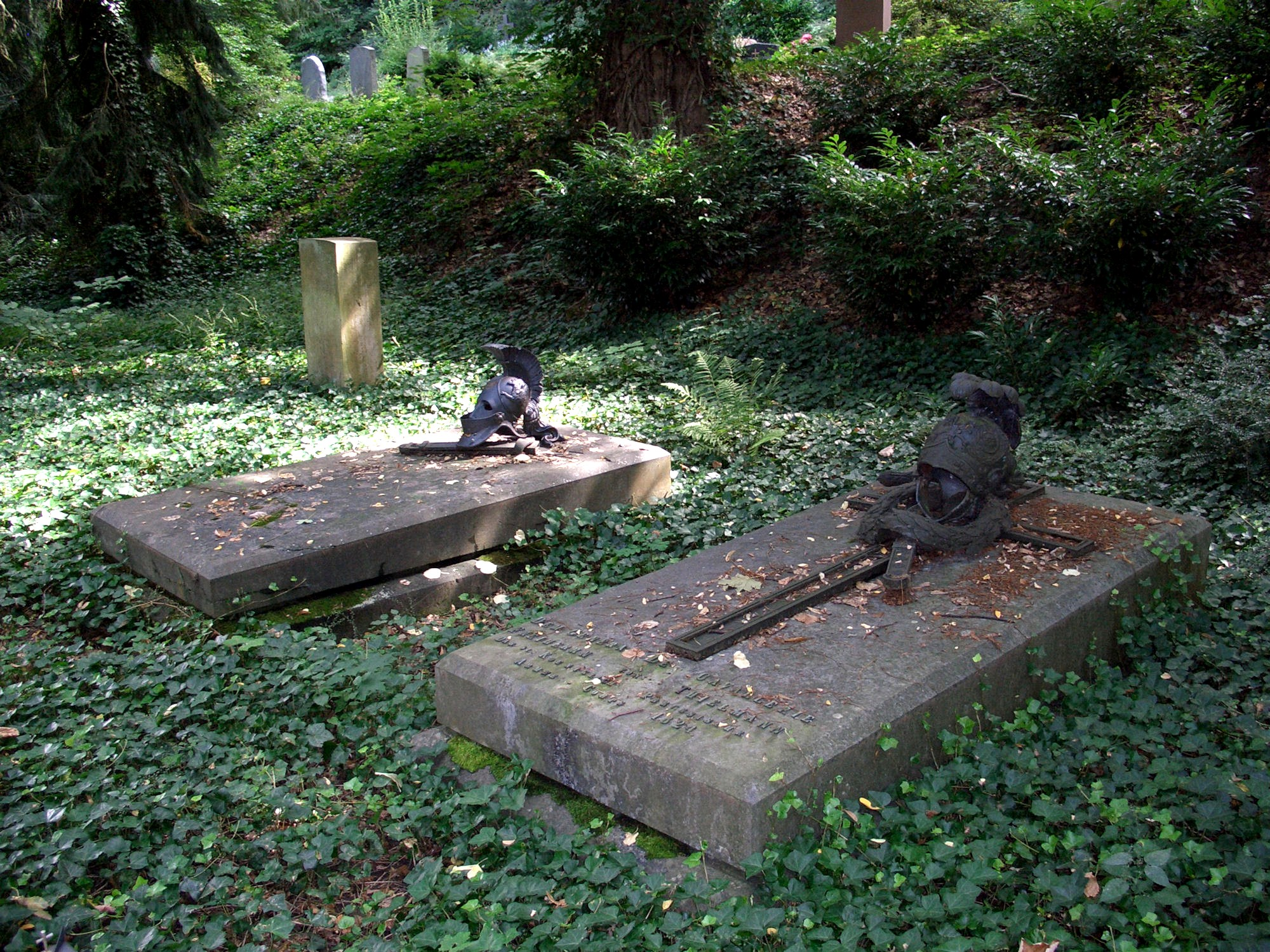
Generalsgräber auf dem Hauptfriedhof Koblenz, rechts das Grab von Johann Adolf von Thielmann

Thielmann erhielt vom 19. Oktober 1776 bis 7. Januar 1779 eine Schulausbildung an der Fürstenschule St. Afra in Meißen und anschließend Privatunterricht im elterlichen Hause. 1780 trat er dann als Junker in sächsische Dienste und wurde am 7. Juni 1782 als Portepeefähnrich beim Chevaulegers-Regiment „Herzog von Kurland“ in Grimma angestellt. Dort erfolgte am 30. März 1784 seine Beförderung zum Sekondeleutnant. Als Premierleutnant wurde er dann am 13. Juli 1791 dem neuerrichteten Husarenregiment in Kölleda zugeteilt.
Er beteiligte sich an den Feldzügen am Rhein des Ersten Koalitionskrieges gegen Frankreich, wurde 1798 Stabsrittmeister und kämpfte 1806 auf preußischer Seite bei Jena. Am 15. Oktober des Jahres an Napoleon I. gesandt, wurde er ganz von Bewunderung für diesen erfüllt und betrieb die Allianz Sachsens mit Frankreich.
Als Kursachsen sich dann mit Napoleon 1807 verbündete, kämpfte er gegen Preußen und Russen bei der Belagerung von Danzig und in der Schlacht bei Friedland. Im Französisch-Österreichischen Krieg von 1809 suchte er sich, nachdem er zum Oberst befördert worden war, mit einem kleinen Korps gegen die in Sachsen unter Karl Friedrich am Ende eingedrungenen Österreicher zu behaupten, dann führte er bei dem westfälisch-französischen Kombinierten Korps als sächsischer Generalmajor die Vorhut gegen die Schwarze Schar des Herzogs Friedrich Wilhelm von Braunschweig.
Im Feldzug gegen Russland führte er, seit 1810 Generalmajor, die sächsische Kürassier-Brigade, kämpfte erfolgreich bei Borodino und erhielt für sein Verhalten am 6. Dezember 1812 als Generalleutnant das Kommandeurkreuz des Militär-St.-Heinrichs-Ordens. Thielmann befand sich dann fast immer im Gefolge Napoleons. Der König von Sachsen erhob hierauf Thielmann in den Freiherrenstand.
Als ihm am 26. Februar 1813 die Verteidigung von Torgau übergeben wurde, verpflichtete ihn der König von Sachsen zur strenger Neutralität. Schon hoffte Thielmann, als der König mit Österreich in Unterhandlungen trat, auf einen Umschwung aller Verhältnisse zur Befreiung Deutschlands und verhandelte deshalb mit den verbündeten Monarchen in Dresden. Als er nach der Schlacht bei Großgörschen von seinem König am 10. Mai den Befehl erhielt, die Festung den Franzosen zu übergeben, legte er das Kommando nieder, begab sich mit seinem Stabschef Aster in das Hauptquartier der Verbündeten und trat erst in russische und, nachdem er nach der Völkerschlacht bei Leipzig die sächsische Armee neu organisiert und sie 1814 in den französischen Niederlanden befehligt hatte, am 9. April 1815 in preußische Dienste.
1815 führte er bei Ligny und besonders erfolgreich bei Wavre das III. Korps der Armee vom Niederrhein gegen das französische Korps Grouchy, wodurch er zum Erfolg der Hauptschlacht bei Waterloo wesentlich beitrug.
Am 30. Oktober 1815 wurde Thielmann Kommandierender General des in Westfalen neu aufgestellten VII., im April 1820 des VIII. Korps. Er starb als General der Kavallerie am 10. Oktober 1824 in Koblenz. Dort wurde er am 13. Oktober 1824 auf dem Hauptfriedhof Koblenz beigesetzt.
Thielmann war Freimaurer und Mitglied der Dresdener Loge Zu den drei Schwertern.

### Familie
Thielmann war seit 25. Dezember 1791 mit Wilhelmine von Charpentier (1772–1842) verheiratet. Sie war die Tochter von Johann Friedrich Wilhelm von Charpentier. Sie befreundete sich während ihrer Stationierung in Münster mit der jungen Dichterin Annette von Droste-Hülshoff und konvertierte als Witwe zum Katholizismus. Das Paar hatte elf Kinder, darunter:
- Franz (* 7. Juni 1799; † 18. August 1868), Rittmeister

⚭ 17. Dezember 1830 Bertha Friebe (* 4. Dezember 1810; † 6. Juni 1842)
⚭ 18. Juni 1843 Mathilde Friebe (* 29. August 1812; † 4. Februar 1874), Witwe von Wilhelm Adolf Gerth Tortilovitz von Batocki (* 8. November 1798; † 21. Dezember 1835) (Eltern von Otto Tortilowicz von Batocki-Friebe), Enkel Freiherr Max von Thielmann
- Karl (* 4. September 1801; † 8. Juni 1883), Rittmeister

⚭ 17. November 1831 Gertrudis von Wessel (* 29. Januar 1808; † 25. April 1847)
⚭ 8. August 1848 Julie von Wenzel (* 16. Februar 1819; † 5. September 1871)
- Julie (* 1. Februar 1806), Stiftsdame
- Wilhelmine (* 28. Mai 1812) ⚭ Rudolph Blanchet († 11. Mai 1864)

### Rezeption
Thielmann ist die Hauptfigur in Wolfgang Davids Roman „Im Aufwind der Macht“. Außerdem spielt er eine zentrale Rolle in Sabine Eberts historischem Roman 1813 Kriegsfeuer.

## Genealogie
- Gothaisches Genealogisches Taschenbuch der Freiherrlichen Häuser auf das Jahr 1868. Jg 18, Justus Perthes, Gotha 1867, S. 899, Digitalisat Nachkommen
- Gothaisches Genealogisches Taschenbuch der Freiherrlichen Häuser 1876., 26. Jg., Justus Perthes, Gotha 1875, S. 806. Digitalisat
- Hermann von Petersdorff: Johann Adolf Freiherr von Thielmann. In: Allgemeine Deutsche Biographie (ADB). Band 37, Duncker & Humblot, Leipzig 1894, S. 755–759.
- Hans Friedrich von Ehrenkrook, Carola von Ehrenkrook, Friedrich Wilhelm Euler, Jürgen Thiedicke von Flotow, Walter von Hueck u. a.: Genealogisches Handbuch der Freiherrlichen Häuser. B (Briefadel). 1957. Band II, Band 16 der Gesamtreihe GHdA, Hrsg. Deutsches Adelsarchiv, C. A. Starke, Glücksburg/Ostsee 1957, ISSN 0435-2408, S. 497 ff.